# Лазер Сфера
Лазер Сфера (рум. Lazăr Sfera, 29 квітня 1909 — 24 серпня 1992) — румунський футболіст, що грав на позиції захисника, зокрема, за клуб «Політехніка» (Тімішоара), а також національну збірну Румунії.
Триразовий чемпіон Румунії. 

## Клубна кар'єра
У футболі дебютував 1923 року виступами за команду клубу «Політехніка» (Тімішоара), в якій провів шість сезонів. 
Згодом з 1929 по 1934 рік грав у складі команд «Ріпенсія», «Вікторія» (Клуж) та «Університатя» (Клуж-Напока).
Завершив професійну ігрову кар'єру у клубі «Венус» (Бухарест), за команду якого виступав протягом 1934—1941 років. За цей час тричі виборював титул чемпіона Румунії. Всього зіграв 159 матчів, забив 5 голів.

## Виступи за збірну
1931 року дебютував в офіційних матчах у складі національної збірної Румунії. Протягом кар'єри у національній команді, яка тривала 11 років, провів у її формі 14 матчів..
Був присутній у заявці збірної на чемпіонатах світу 1934 року в Італії і 1938 року у Франції, але на поле не виходив.
Помер 24 серпня 1992 року на 84-му році життя.

## Титули і досягнення
- Чемпіон Румунії (3):

«Венус» (Бухарест): 1936-1937, 1938-1939, 1939-1940